# 30835 Waterloo
30835 Waterloo è un asteroide della fascia principale. Scoperto nel 1990, presenta un'orbita caratterizzata da un semiasse maggiore pari a 2,3864859 UA e da un'eccentricità di 0,1380925, inclinata di 5,28574° rispetto all'eclittica.